# دوشیزه جری
 دوشیزه جری  عنوان فیلم بلندی است ساخت آمریکا با ژانر صامت با بازی بلنچ بیلیس. این فیلم محصول سال ۱۸۹۴ میلادی است.